# Schloss Leimbach
Das Leimbacher Schloss ist ein Baudenkmal in der Gemeinde Leimbach im Wartburgkreis und befindet sich im östlichen Teil der Ortslage. Das heute als Wohn- und Geschäftshaus genutzte Hauptgebäude war das Herrenhaus des einstigen Leimbacher Gutshofes, dessen weitläufige Gesamtanlage mit modernen Gebäuden überbaut wurde.

## Geschichte
Das Schloss Leimbach wurde ursprünglich 1145 errichtet. Die ersten Besitzer stammten aus dem Adelsgeschlecht von Leimbach (auch Leymbach). Als erster wird 1146 Rabenoldus de Leimbach genannt. 1536 soll das Geschlecht ausgestorben sein.
Die Familie von Haun (Bad Salzungen) übernahm den Besitz. Von denen ging der Besitz weiter an das Adelsgeschlecht von Butler zu Wildprechtroda.
Das heutige Bauwerk ist ein Um- bzw. Neubau aus der Renaissancezeit.
Nach 1945 wurde das Gut Leimbach enteignet und aufgeteilt. In das Schloss zogen Umsiedler ein. Wegen fehlender Instandsetzungsarbeiten war das Schloss Mitte der 1980er Jahre nicht mehr bewohnbar und stand leer. Erste Sanierungsarbeiten ließ die Gemeinde Leimbach nach 1990 ausführen.
Seit dem Jahr 2000 befindet sich das Schloss in Privatbesitz und wurde seither umfassend saniert.

## Baubeschreibung
Das Schloss wurde unter Verwendung ortstypischer Baumaterialien errichtet. Keller- bis Obergeschoss sowie der Treppenturm sind massiv gemauert. Das oberste Turmgeschoss besteht aus Fachwerk mit Ausmauerung. Die geputzten Fassaden mit Eckquadern und Fenstergewänden aus rotfarbigem Buntsandstein, sowie der vorgesetzte Treppenturm mit schrägen Fenstern sind typische Gestaltungsmerkmale der Renaissance.  Der Holzdachstuhl mit seiner sehr steilen Neigung ist mit Ziegeln gedeckt. Seit der Restaurierung 2000/2001 gibt es im Dach Gauben, was eine Nutzung dieser Etage ermöglicht. Die zum Grundstück gehörige barocke Einfriedung hebt den vornehmen Charakter des Hauses hervor.

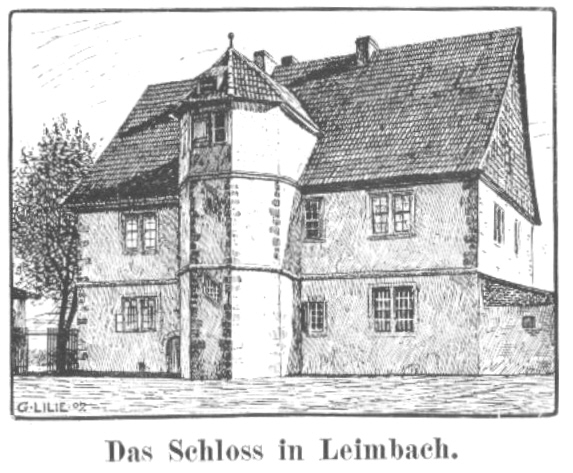
Nordansicht (um 1900)
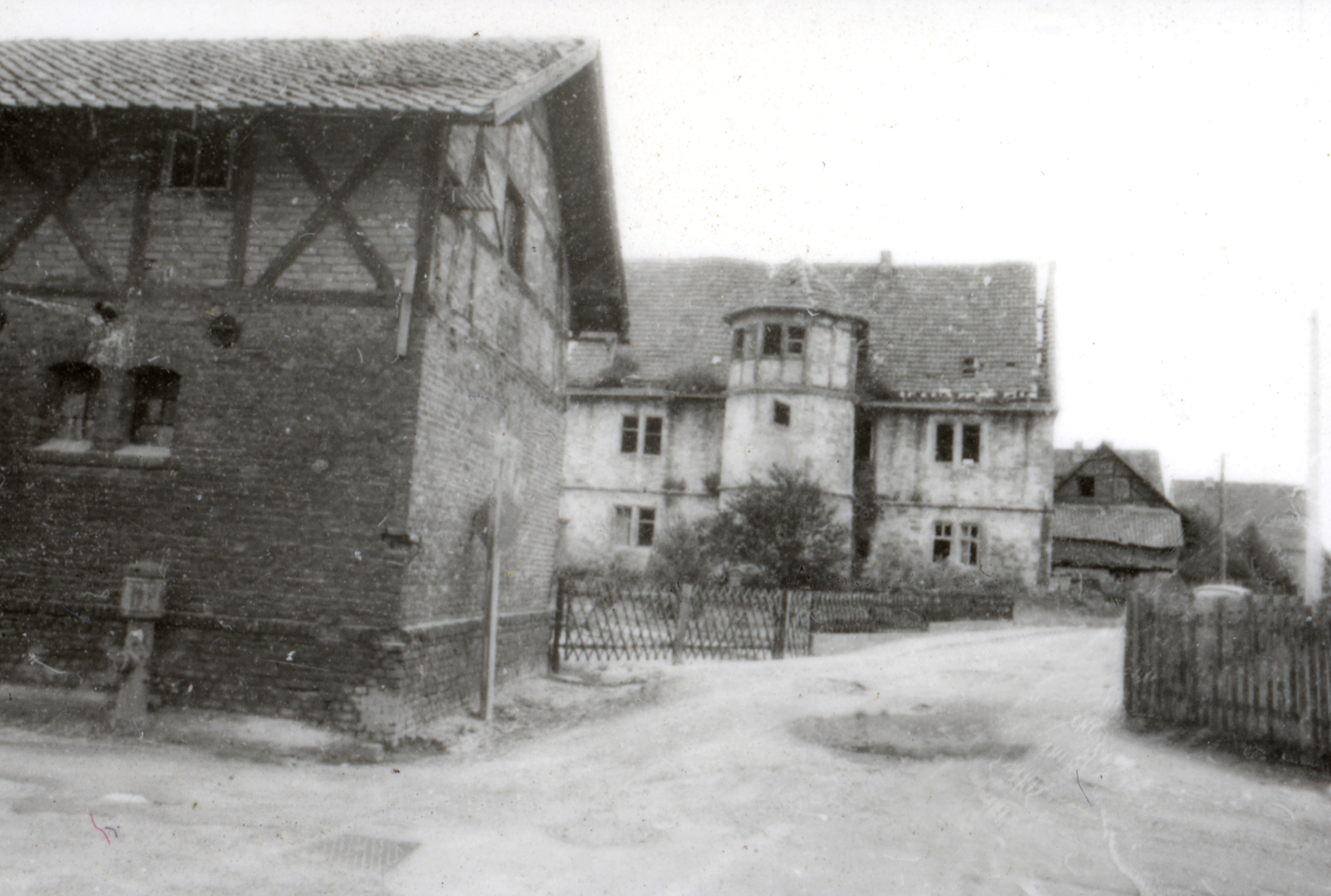
Schloss Leimbach (1986)
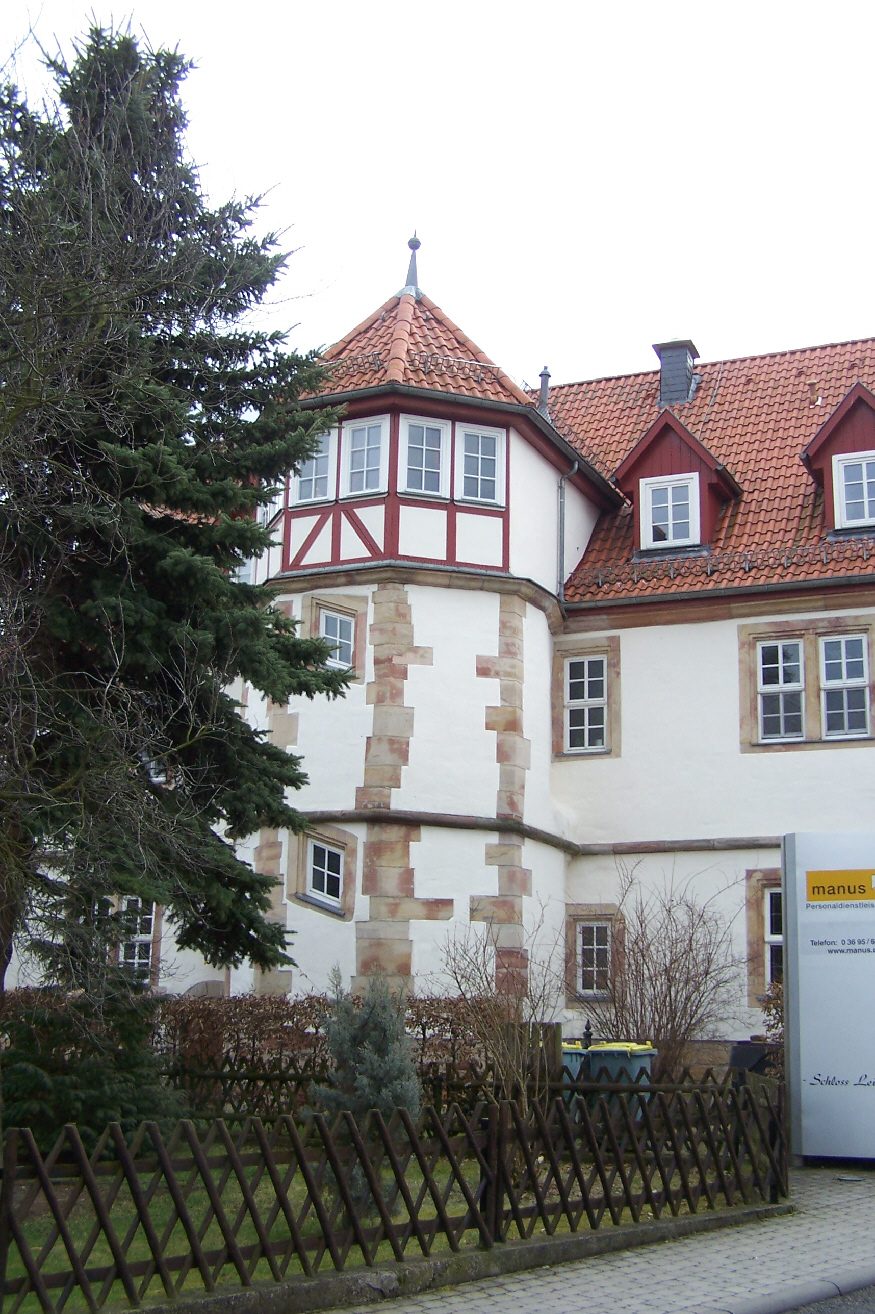
Der Treppenturm (2009)
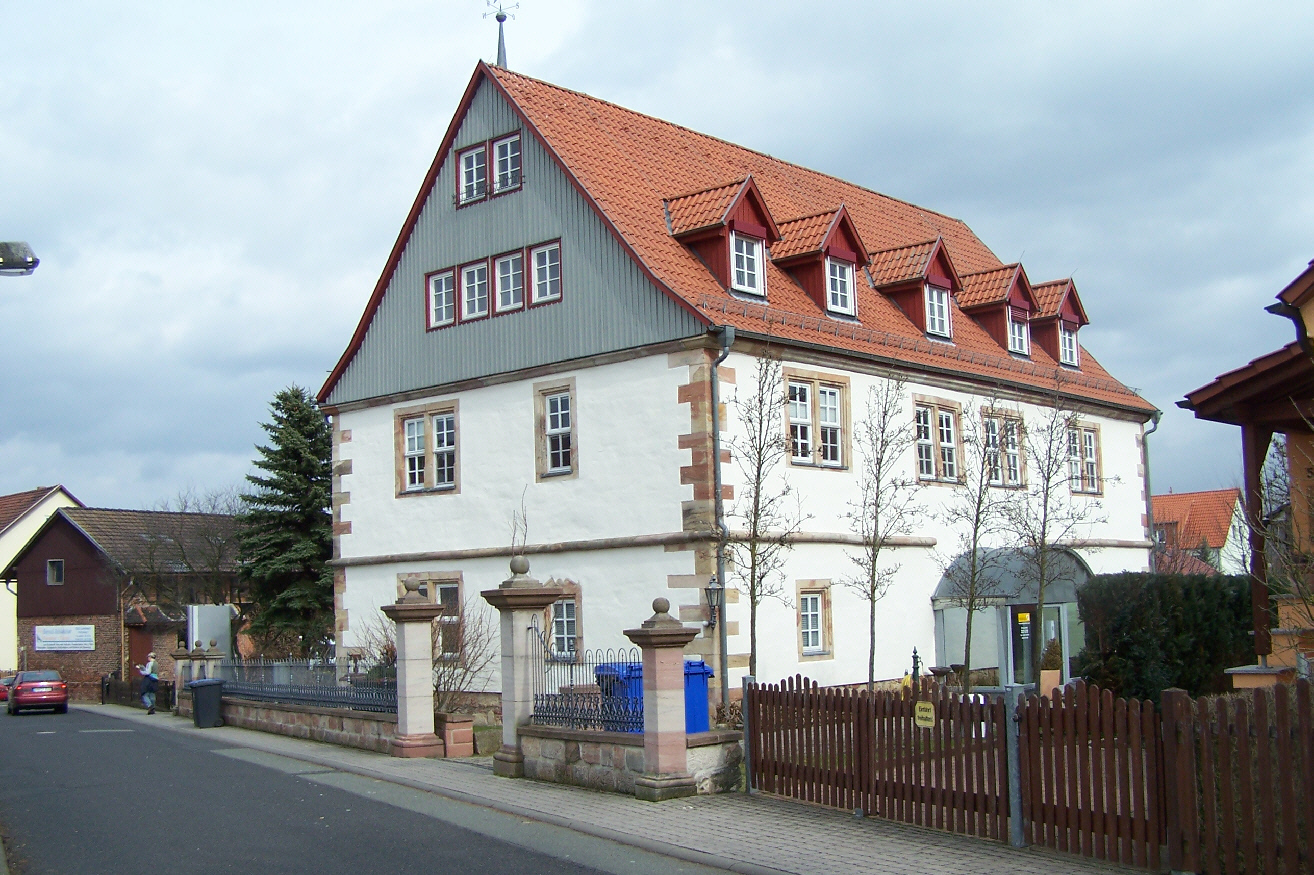
Südansicht (2009)